# Deutsch-Chinesische Akademie für Psychotherapie
Die Deutsch-Chinesische Akademie für Psychotherapie e.V. (DCAP) (auch: Deutsch-Chinesische Gesellschaft für Psychotherapie) ist ein Verein nach deutschem Recht. Er fördert im engen Austausch mit chinesischen Partnern in der DCAP die Entwicklung der Psychotherapie in der Volksrepublik China.

## Geschichte
Zwar wurden Werke Sigmund Freuds durch chinesische Intellektuelle bereits in den 1920er und 1930er Jahren erstmals übersetzt, Psychotherapie aber wurde erst möglich, als weit nach der Kulturrevolution eine gut verdienende Mittelschicht, die sich eine solche Behandlung leisten konnte, zahlenmäßig zunahm und auch das Individuum zunehmend relevant wurde. Die rasante Entwicklung der Volksrepublik China, die nicht nur wirtschaftlich stattfindet, sondern ebenso im kulturellen und im familiären Bereich, überfordert viele Menschen psychisch. Die zahlenmäßig stark zunehmenden psychischen Erkrankungen führten dazu, dass der Behandlung psychisch Kranker im öffentlichen Gesundheitswesen Chinas zunehmend mehr Gewicht eingeräumt wird. Zur Entwicklung der psychotherapeutischen Behandlung in China trug die in den 1980er Jahren begonnene Zusammenarbeit chinesischer und deutscher Psychotherapeuten aus verschiedenen Therapieschulen bei. Seit 2012 gibt es in der VR China auch eine gesetzliche Regelung zur psychischen Gesundheit.
1996 wurde die DCAP in Hamburg gegründet, erste und langjährige Präsidentin wurde Margarete Haaß-Wiesegart. Vorrangiges Ziel war, psychotherapeutische Ausbildung für China bereitzustellen. Die Curricula orientieren sich an in Deutschland gelehrten Inhalten und Methoden. Dreijährige Kurse in Psychoanalytische Therapie, Verhaltenstherapie und Familientherapie werden angeboten, die in zwei einwöchigen Blockseminaren im Jahr stattfinden. Der erste Kurs mit 138 Teilnehmern und Teilnehmerinnen begann 1997. Dies Lehrmodell war für China neu, nahm Vorbildcharakter an und wurde seitdem auch von anderen europäischen Gruppen, die ein solches Angebot in China unterbreiten, kopiert, Derzeitiger Präsident der DCAP ist seit 2015 Wolfgang Merkle.
Die Arbeit der DCAP wurde 2008 in Peking durch den World Council for Psychotherapy für die langjährige Kooperation auf dem Gebiet der Psychotherapie zwischen Deutschland und China und für ihren Beitrag zur Entwicklung der Psychotherapie in China mit dem Internationalen Sigmund-Freud-Preis für Psychotherapie der Stadt Wien ausgezeichnet.

## Arbeit
Neben dem Ausbildungsangebot werden deutsch-chinesische Konferenzen für Therapeuten organisiert, um Methoden und Erfahrungen auszutauschen. Es gibt zu dem deutschen Verein keine parallele Organisation in China.
Die DCAP arbeitet eng mit der Abteilung für psychosomatische Medizin und Psychotherapie an der Universitätsklinik Freiburg zusammen.
Heute liegt ein Schwerpunkt auch auf der Psychosomatik. Daraus ist auch eine Veröffentlichung hervorgegangen. und eine deutsch-chinesische Konferenz dazu wurde organisiert.
Weiter vergibt die DCAP Stipendien für Ausbildung und Forschungen auf dem Gebiet der Psychotherapie in China und Deutschland. Auch fördert sie die Verbreitung von Lehrmaterial und wissenschaftlichen Erkenntnissen zur Psychotherapie in beiden Ländern.